# 神宮寺 (出雲市)
神宮寺（じんぐうじ）は、島根県出雲市大社町日御碕にある曹洞宗の寺院。山号は天一山。本尊は釈迦牟尼仏。日御碕神社の神宮寺であった。中国四十九薬師霊場第三十六番札所である。

## 歴史
村上天皇の勅願により天暦2年（948年）、日御碕神社の神宮寺として創建された。当時は真言宗であったが、長禄年間（1457年 - 1460年）に曹洞宗に改宗した。